# Lämmersalat
Der Lämmersalat (Arnoseris minima), auch Kleiner Lämmersalat oder Lammkraut, ist die einzige Art der monotypischen Pflanzengattung Arnoseris innerhalb der Familie der Korbblütler (Asteraceae).

## Beschreibung

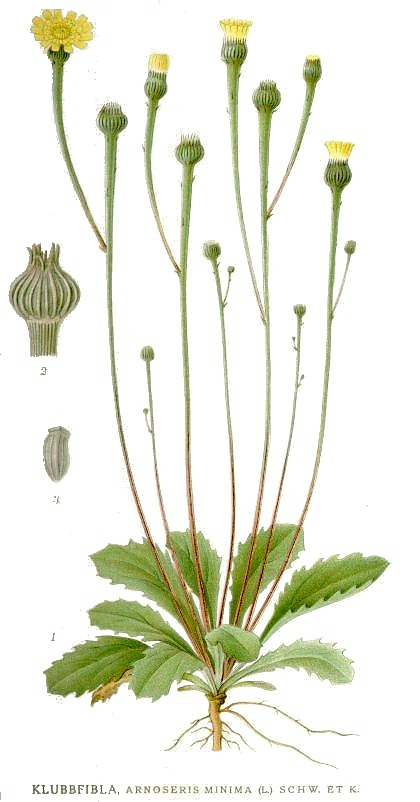
Illustration

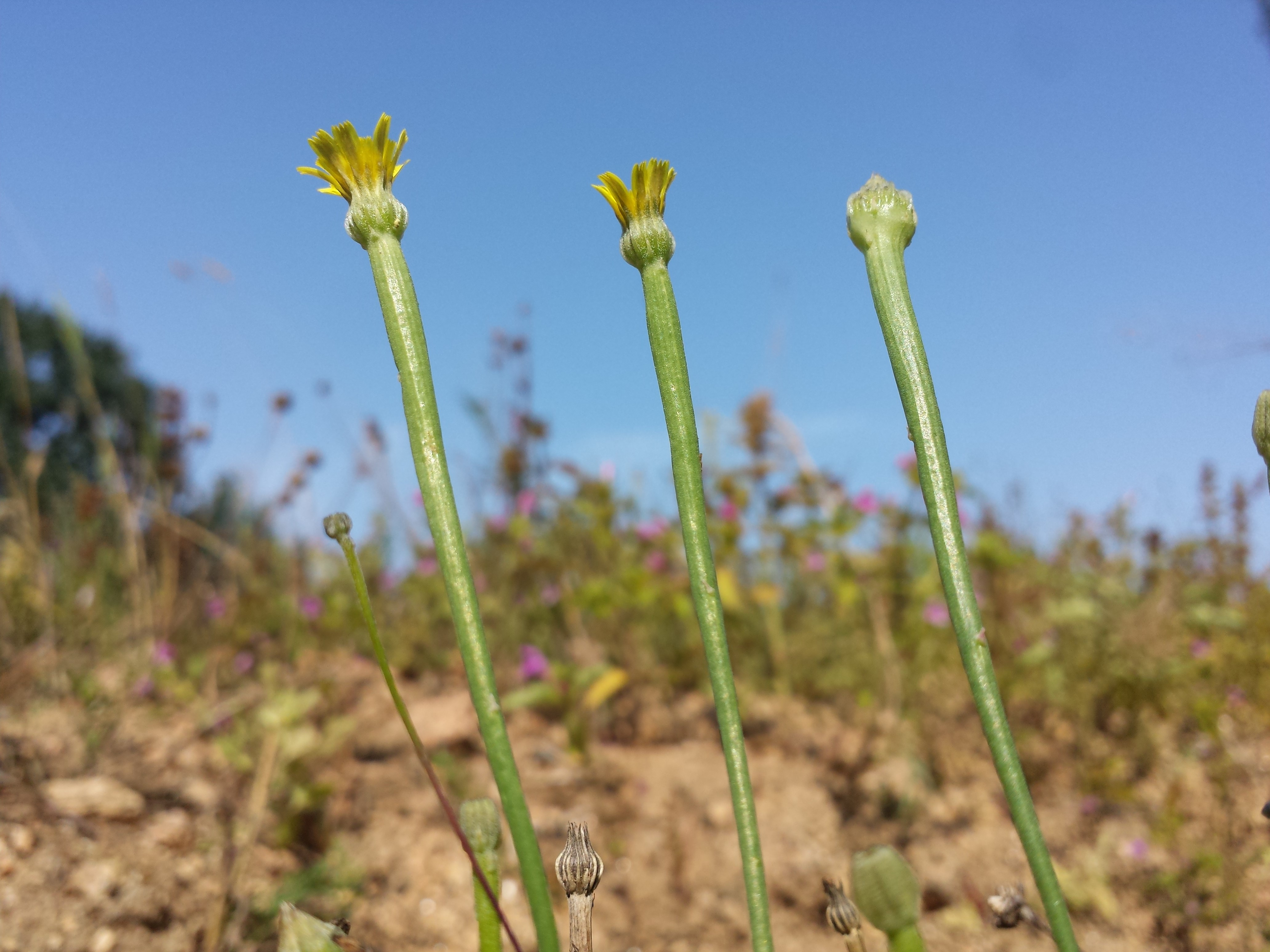
Korbschäfte mit Blütenkörben

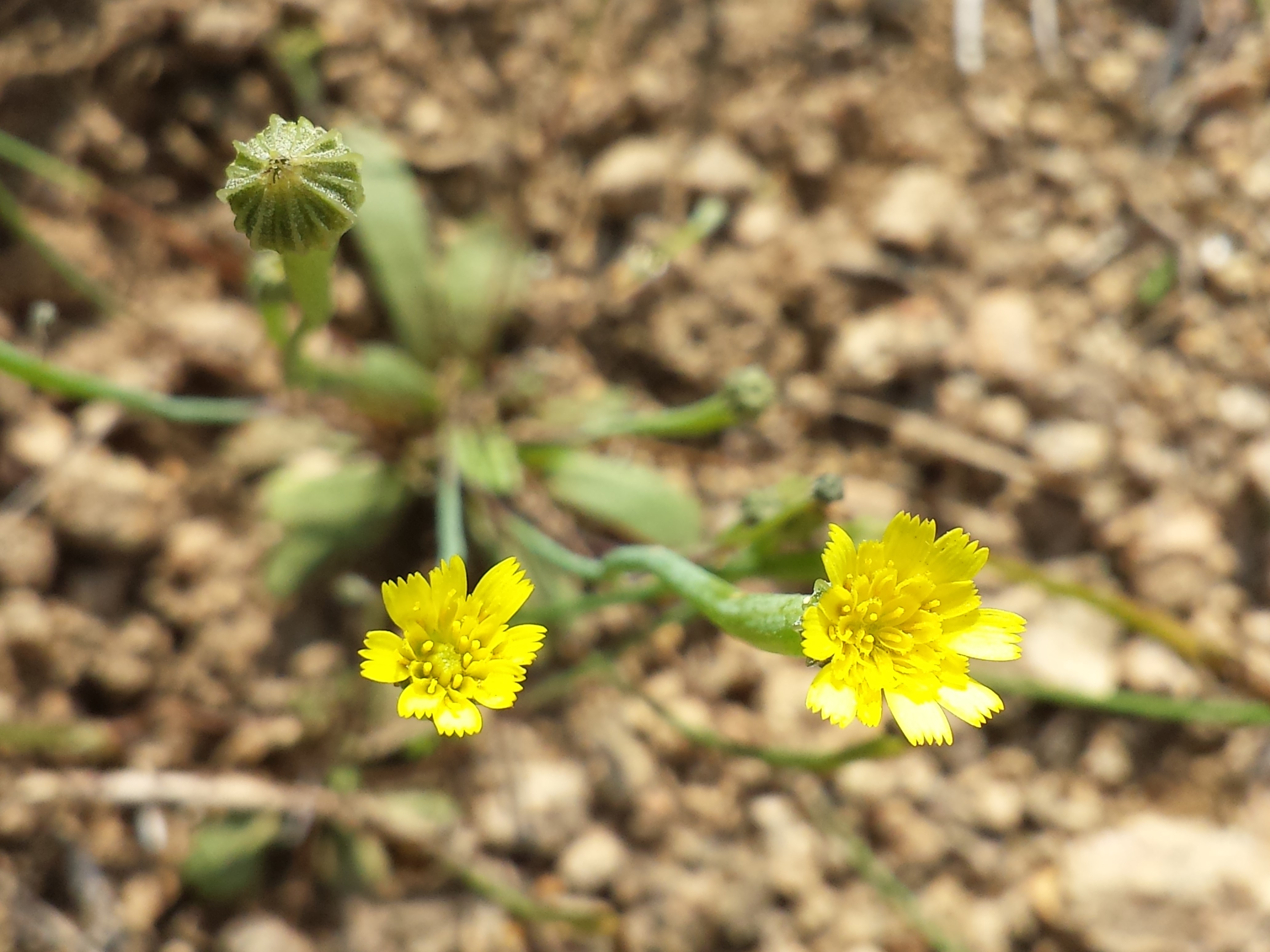
Blütenkörbe

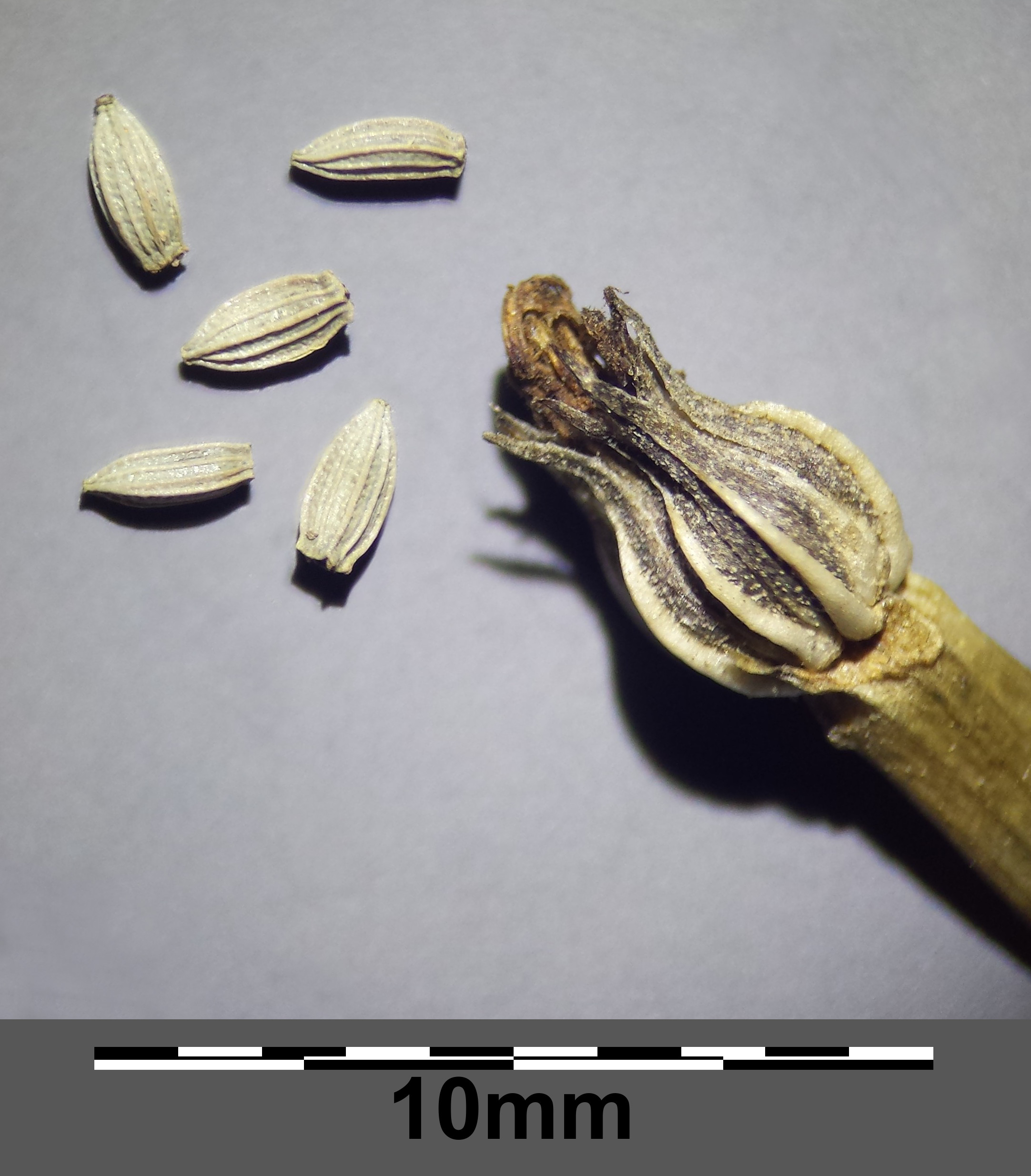
Korb mit reifen Achänen

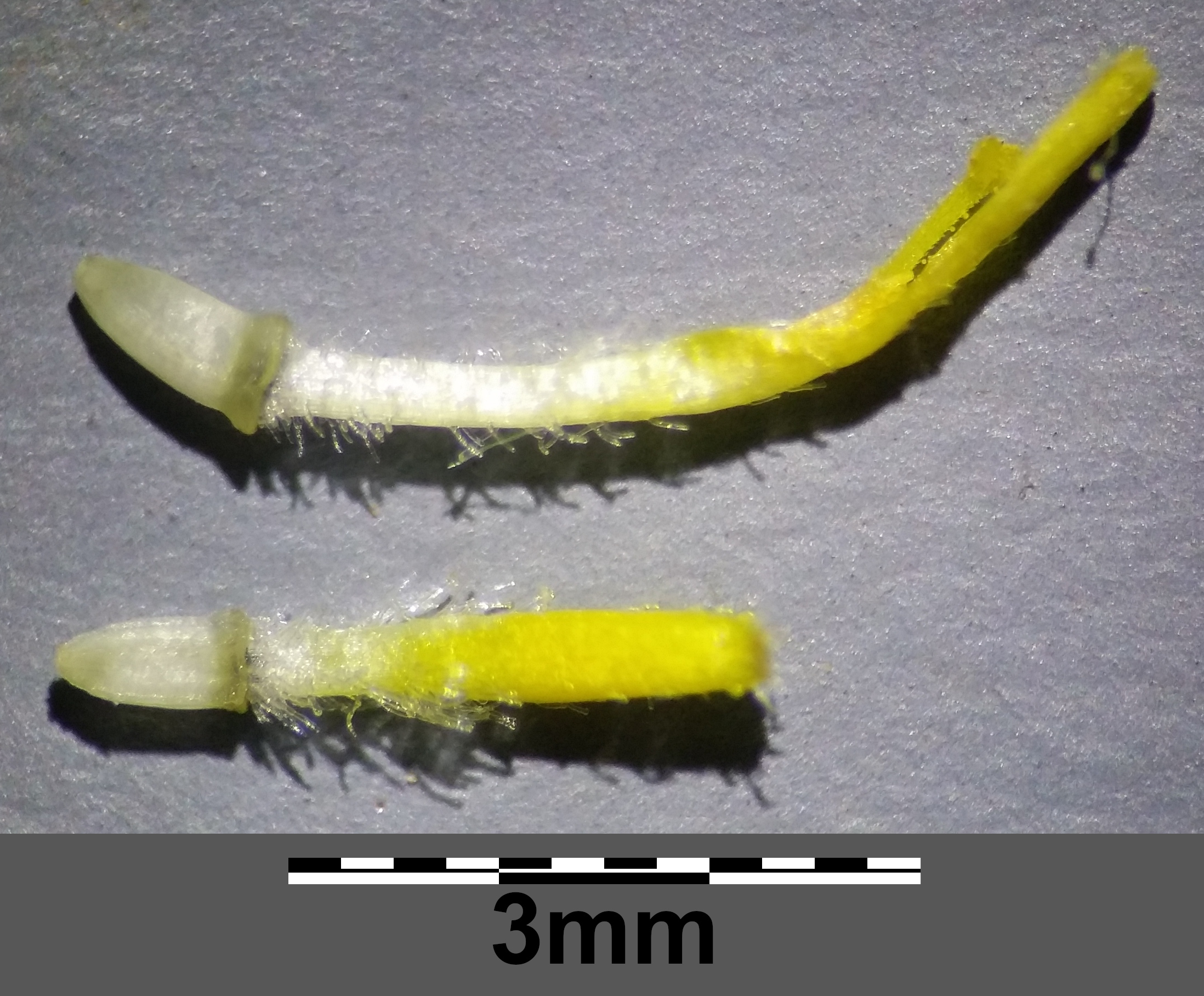
Blüten im Detail

### Vegetative Merkmale
Lämmersalat wächst als sommergrüne, einjährige krautige Pflanze, die Wuchshöhen von 5 bis 25 Zentimetern erreicht. Sie Stängel sind nur am Grund beblättert, unten rötlich überlaufen und nach oben hin auffällig keulig verdickt.
Die Laubblätter sind in einer grundständigen Blattrosette angeordnet. Die Grundblätter sind verkehrt-eiförmig bis verkehrt-spatelförmig und grob gezähnt. Die Blattspreite ist in einen kurzen Blattstiel allmählich verschmälert, gewimpert und sonst kahl oder auf der Unterseite kraus behaart.

### Generative Merkmale
Die Blütezeit reicht von Juni bis September. Die einzeln am Ende der Stängel stehenden körbchenförmigen Blütenstände weisen einen Durchmesser von etwa 1 Zentimeter auf. Die Stängel sind einköpfig oder weisen nur wenige einköpfige Äste auf. Die Hülle ist etwa 1 Zentimeter lang, vor dem Aufblühen kreiselförmig, zur Blütezeit glockig und nach dem Abblühen kugelig und oben kegelförmig zugespitzt. Sie besteht aus einer Reihe mit 16 bis 20 linealischen Hüllblättern und wenigen linealisch-pfriemlichen Außenhüllblättern. Lämmersalat gehört zu den Vertretern der Korbblütler, deren Blütenkörbe sich nur aus Zungenblüten zusammensetzen. Die Zungenblüten sind blass- bis goldgelb, an der Spitze fünfzähnig und etwa um die Hälfte länger als die Hülle. Die Staubbeutel sind am Grund nicht geschwänzt und haben an der Spitze ein eiförmiges spitzes Anhängsel. Der Griffel ist im oberen Teil flaumig.
Die Achäne ist bei einer Länge von etwa 1,5 Millimetern abgeflacht verkehrt-eiförmig, fünfkantig, zehnrippig, mit Rippen, die am oberen Ende manchmal in kleine Zähne auslaufen und zwischen den Rippen warzig gerunzelt sind. Ein Pappus fehlt.
Die Chromosomenzahl beträgt 2n = 18.

## Ökologie
Beim Lämmersalat handelt es sich um einen Therophyten.
Als Blütenbesucher wurden Schwebfliegen und andere Fliegen beobachtet.

## Verbreitung, Standortansprüche und Gefährdung
Das ursprüngliche Verbreitungsgebiet des Lämmersalats umfasst Europa und Marokko. Im östlichen Kanada und in den nordöstlichen Vereinigten Staaten ist Arnoseris minima ein Neophyt. Es liegen ursprüngliche Fundangaben für Marokko, Portugal, Spanien, Frankreich, Korsika, Italien, Sardinien, Belgien, die Niederlande, Deutschland, Österreich, Tschechien, Kroatien, Slowenien, Polen, Dänemark, Schweden, Belarus und die Ukraine vor. Früher kam Arnoseris minima ursprünglich auch in Großbritannien, Luxemburg und in der Slowakei vor; für Rumänien und die Schweiz ist die Ursprünglichkeit zweifelhaft. Der Lämmersalat ist ein subatlantisches (bis submediterranes) Florenelement mit einem Verbreitungsschwerpunkt in Westeuropa und dem nordwestlichen Mitteleuropa.
Als Ruderalstratege und Pionierpflanze wächst er auf offenen Sand- und Lehmböden. Die frostempfindliche Art benötigt wintermild-humide Klimalagen und ist ein Magerkeits- und Versauerungszeiger. Sie wächst vor allem auf bindigen Sandböden oder sandigen bzw. grusreichen Lehmböden kalkarmer, wenig nährstoffreicher, wenig humoser, mäßig frischer Standorte. Dies können Wintergetreideäcker oder Brachen sein, infolge intensivierter Landwirtschaft mit hohem Stickstoffdünger- und Herbizideinsatz wird Lämmersalat aber eher auf Saumbiotope und Sonderstandorte wie Wegränder, Sandgruben, Heiden oder auch Bergbaufolgelandschaften zurückgedrängt.
Die ökologischen Zeigerwerte nach Landolt et al. 2010 sind in der Schweiz: Feuchtezahl F = 2w (mäßig trocken aber mäßig wechselnd), Lichtzahl L = 4 (hell), Reaktionszahl R = 2 (sauer), Temperaturzahl T = 4+ (warm-kollin), Nährstoffzahl N = 2 (nährstoffarm), Kontinentalitätszahl K = 2 (subozeanisch).
Arnoseris minima ist Namensgeber für einen pflanzensoziologischen Unterverband der Therophytenreichen Ackerbeikrautfluren nährstoffarmer, saurer Sandböden namens „Arnoseridenion minimae“, „zu Deutsch“ „Lämmersalatäcker“. In Mitteleuropa ist diese nur durch die Assoziation „Teesdalio-Arnoseridetum minimae“ vertreten, deren Charakterarten neben dem Lämmersalat noch das Grannen-Ruchgras (Anthoxanthum aristatum) und der Kleinfrüchtige Ackerfrauenmantel (Aphanes inexpectata) sind. Vor der landwirtschaftlichen Intensivierung war dies eine typische Begleitgesellschaft der Roggenäcker insbesondere in Nordwestdeutschland. In Süddeutschland beschränkt sie sich auf den Pfälzer Wald und das Oberrheingebiet.
Zentraleuropaweit gilt Lämmersalat als gefährdet, in Deutschland gemäß Roter Liste von 1996 bundesweit als „stark gefährdet“. In einzelnen Bundesländern ist die Gefährdungseinstufung noch höher (= „vom Aussterben bedroht“). Wegen des relativ großen Anteils am Gesamtareal hat Deutschland eine hohe Verantwortlichkeit für den Schutz dieser Pflanzenart. Die Hauptursachen für die Gefährdung sind der verstärkte Einsatz von Pflanzenschutzmitteln und vor allem starke Düngung und Kalkung.

## Systematik
Die Erstveröffentlichung erfolgte 1753 unter dem Namen (Basionym) Hyoseris minima durch Carl von Linné in Species Plantarum, Tomus II, S. 809. Die Neukombination zu Arnoseris minima (L.) Schweigg. & Körte wurde 1811 durch August Friedrich Schweigger und Heinrich Friedrich Franz Körte in Flora Erlangensis veröffentlicht als in die gestellt. Ein Synonym für Arnoseris minima (L.) Schweigg. & Körte ist Arnoseris pusilla Gaertn. nom. illeg.
Arnoseris minima ist die einzige Art der Gattung Arnoseris auf der Tribus Cichorieae in der Unterfamilie Cichorioideae innerhalb der Familie der Asteraceae. Der Gattungsname Arnoseris leitet sich vom griechischen Wort arnos für „Lamm“ ab.

## Trivialnamen
Im deutschsprachigen Raum werden oder wurden für diese Pflanzenart, zum Teil nur regional, auch folgende weitere Trivialnamen verwendet: Klein Ferklinkraut (Schlesien), Hundeblumen (Dithmarschen), Klein Kranichkraut (Schlesien), Lammkraut und kleiner Schweinsalat. Der deutsche Botaniker Carl Jessen bezeichnete 1882 den heute gebräuchlichen Namen Lämmersalat, aber auch die Bezeichnungen Lammkraut und Kleiner Schweinsalat als künstlich gemacht.